# Flins-sur-Seine
Pour les articles homonymes, voir Flins.
Flins-sur-Seine est une commune française située dans le département des Yvelines (arrondissement de Mantes-la-Jolie), en région Île-de-France.
Elle se trouve à 14 km à l'est de Mantes-la-Jolie. Connue surtout pour l'implantation d'un grand centre industriel automobile, l'usine Renault de Flins, abritant aussi un important centre commercial régional, c'est l'une des 51 communes incluses dans le périmètre de l'opération d'intérêt national Seine-Aval.
Ses habitants sont appelés les Flinois.

## Géographie

### Situation
La commune de Flins-sur-Seine est une commune riveraine de la Seine, située sur la rive gauche du fleuve, dans le nord du département des Yvelines, à 14 km à l'est de Mantes-la-Jolie, sous-préfecture, et à 30 km au nord-ouest de Versailles, préfecture du département.
La commune est limitrophe d'Aubergenville à l'ouest, des Mureaux et Bouafle à l'est et de Bazemont au sud. Au nord, la Seine la sépare de Juziers et Mézy-sur-Seine.

### Territoire
Son territoire s'étend principalement dans la basse vallée de la Seine, morcelée par les grandes voies de communications (autoroute A13, voie ferrée Paris-Le Havre, route D 113 - ex-RN 13 - et D 14 vers les Mureaux). Toute la partie située entre la voie ferrée et la Seine est occupée par l'usine Renault, qui dispose d'un débarcadère sur la Seine, d'un important embranchement particulier desservi par la SNCF, et qui est aussi desservie par un échangeur autoroutier tout proche. Entre la voie ferrée et l'autoroute se trouve une usine de la Lyonnaise des eaux qui exploite la nappe aquifère située sous la plaine alluviale. Entre le bourg et l'autoroute un important centre commercial régional s'est implanté. Le vieux bourg est aussi dans cette partie basse, au pied des coteaux à 40 m d'altitude. Il a gardé le caractère d'un village en maîtrisant son urbanisation. La commune s'étend au sud jusqu'à la forêt des Alluets où se trouve son point culminant (176 m).

### Hydrographie
Le territoire communal longe la rive gauche de la Seine sur environ 1,5 km. Il n'existe pas d'autre cours d'eau permanent dans la commune.
La nappe aquifère des alluvions de la Seine est exploitée par la société Lyonnaise des eaux qui en assure le traitement dans son usine située dans la commune de Flins pour l'approvisionnement en eau potable de nombreuses communes du nord des Yvelines. Des stations de pompage sont implantées dans la partie nord du territoire de Flins-sur-Seine (mais aussi dans les communes voisines des Mureaux, Aubergenville, Épône et Mézières-sur-Seine, l'ensemble constituant le « champ captant d'Aubergenville »). De ce fait la moitié nord du territoire flinois est soumise à un périmètre de protection éloigné, dans lequel les activités, installations et dépôts sont réglementés,.
La commune est concernée par les risques d'inondations liés aux crues de la Seine dans la frange nord du territoire. Les zones inondables ont été classées en zone verte : zone non construite en limite des Mureaux, soumise à un risque élevée dans laquelle toute construction est interdite pour maintenir le champ d’expansion de crue de la Seine, et zones bleue et rouge clair : zones occupées par l'usine Renault, également très exposées au risque d'inondation dans lesquelles toute urbanisation nouvelle est prohibée, mais l'entretien et le renouvellement des installations existantes est permis.

### Transports et voies de communications
Réseau routier
La commune est traversée par l'autoroute A13. La sortie 9 de cet axe (échangeur complet) est située sur le territoire de la commune.
Bus
La commune est desservie par :
- les lignes 7, 23, 73 et 93 du réseau de bus Poissy - Les Mureaux ;
- la ligne 34 du réseau de bus du Mantois ;
- la ligne 41 du réseau de bus Centre et Sud Yvelines ;
- la ligne 501 du réseau de bus Île-de-France Ouest.

### Climat
Pour des articles plus généraux, voir Climat de l'Île-de-France et Climat des Yvelines.
En 2010, le climat de la commune est de type climat océanique dégradé des plaines du Centre et du Nord, selon une étude du CNRS s'appuyant sur une série de données couvrant la période 1971-2000. En 2020, Météo-France publie une typologie des climats de la France métropolitaine dans laquelle la commune est exposée à un climat océanique et est dans la région climatique  Sud-ouest du bassin Parisien, caractérisée par une faible pluviométrie, notamment au printemps (120 à 150 mm) et un hiver froid (3,5 °C). 
Pour la période 1971-2000, la température annuelle moyenne est de 11,1 °C, avec une amplitude thermique annuelle de 14,2 °C. Le cumul annuel moyen de précipitations est de 685 mm, avec 10,9 jours de précipitations en janvier et 7,8 jours en juillet. Pour la période 1991-2020, la température moyenne annuelle observée sur la station météorologique la plus proche, située sur la commune de Maule à 6 km à vol d'oiseau, est de 11,8 °C et le cumul annuel moyen de précipitations est de 677,0 mm,. Pour l'avenir, les paramètres climatiques de la commune estimés pour 2050 selon différents scénarios d'émission de gaz à effet de serre sont consultables sur un site dédié publié par Météo-France en novembre 2022.

## Urbanisme

### Typologie
Au 1er janvier 2024, Flins-sur-Seine est catégorisée ceinture urbaine, selon la nouvelle grille communale de densité à sept niveaux définie par l'Insee en 2022.
Elle appartient à l'unité urbaine d'Aubergenville, une agglomération intra-départementale regroupant deux  communes, dont elle est une commune de la banlieue,,. Par ailleurs la commune fait partie de l'aire d'attraction de Paris, dont elle est une commune de la couronne,. Cette aire regroupe 1 929 communes,.

## Toponymie
Le nom de la localité est attesté sous les formes In Fiolinis au IXe siècle, Felinæ, Felins au XIIIe siècle, Flins-sur-Seine, Flins près Meulent.
Étymologie obscure, c'est pour cette raison que Albert Dauzat, Ernest Nègre ne se sont pas prononcés sur l'origine de ce toponyme. Certains estiment que le nom de Flins dériverait du latin figulus, potier. Le premier élément Flins, du latin Figulinis (aux ateliers de potiers), relève du masculin Figulinum (faïence, poterie).

## Histoire
Moyen Âge
Les premières mentions de l'existence du village remontent au XIe siècle. Il dépendit un temps de l'abbaye de Saint-Germain-des-Prés. Flins avait un vignoble important jusqu'à la crise du phylloxéra qui l'a ruiné définitivement ; un sarment de vigne dans les armoiries de la ville le rappelle ; par la suite c'est le maraîchage qui a prédominé dans la plaine alluviale.
Fin du Xe siècle : famine et épidémie du « mal des ardents » (dû à l'ergot du seigle).
XXe et XXIe siècles
- 2 octobre 1952 : inauguration de l'usine Renault de Flins. À noter que l'usine Renault, bien que nommée usine de Flins, s'étend à 80 % sur le territoire de la commune voisine d'Aubergenville.
- En mai et juin 1968, de violentes manifestations se déroulent devant l'usine Renault et dans les alentours. Le 10 juin 1968, Gilles Tautin, un lycéen de 17 ans, meurt d'hydrocution dans la Seine en tentant d'échapper à une charge de gendarmes mobiles.
- Polémique sur un projet de Formule 1 en 2009

En 2008, le conseil général des Yvelines a lancé un projet de circuit de Formule 1 situé entre les usines Renault et Les Mureaux.
Ce projet entraînait la destruction de 170 hectares de terres agricoles vouées à l'agriculture biologique, et était positionné sur la plus grande nappe phréatique d'Ile de France, alimentant tout l'Ouest de la région ainsi qu'une partie de Paris. Le financement prévu était à la charge des collectivités et se montait à 150 millions d'euros.
Ce projet, contesté par les riverains et les associations écologiques, a été abandonné en décembre 2009.
- 7 septembre 2014 : à l'occasion de la fête organisée à Flins-sur-Seine dans le domaine du château, une jeune adolescente de 13 ans est décédée[19] lors d'un accident de manège. La mairie de Flins-sur-Seine n'ayant pas contrôlé les papiers réglementaires des manèges lors de leur installation, ce qui a empêché de constater que ledit manège ne disposait plus de son contrôle technique[20], entrainant la démission du maire après sa condamnation pénale[21],[22]. La famille de la victime entretient depuis le drame, un combat pour faire changer la réglementation des manèges[23].

## Politique et administration

### Rattachements administratifs et électoraux
Antérieurement à la loi du 10 juillet 1964, la commune faisait partie du département de Seine-et-Oise. La réorganisation de la région parisienne en 1964 fit que la commune appartient désormais au département des Yvelines et à son arrondissement de Mantes-la-Jolie après un transfert administratif effectif au 1er janvier 1968. Pour l'élection des députés, la commune est rattachée à la neuvième circonscription des Yvelines, circonscription à dominante rurale du nord-ouest du département.
Elle faisait partie depuis 1801 du canton de Meulan du département de Seine-et-Oise. Lors de la mise en place du Val-d'Oise, elle est rattachée en 1967 au canton d'Aubergenville. Dans le cadre du redécoupage cantonal de 2014 en France, ce canton, dont la commune est toujours membre, est modifié, passant de 11 à 40 communes.
Sur le plan judiciaire, Flins-sur-Seine fait partie de la juridiction d’instance de Mantes-la-Jolie et, comme toutes les communes des Yvelines, dépend du tribunal de grande instance ainsi que de tribunal de commerce sis à Versailles,.

### Intercommunalité
La commune était membre de la communauté de communes Seine-Mauldre (CCVS), créée fin 2004. Elle la quitte pour intégrer en 2014 la communauté d'agglomération Vexin Centre Seine Aval,.
La Loi de modernisation de l'action publique territoriale et d'affirmation des métropoles (loi MAPAM) impose la création de territoires d'au moins 200 000 habitants dans la grande couronne de Paris. D'après une déclaration de Philippe Tautou rapportée dans Le Parisien, la communauté d'agglomération des Deux Rives de Seine aurait pu franchir ce seuil en s'unissant aux agglomérations de PAC et Seine & Vexin. Mais, cette nouvelle intercommunalité concentrant les plus grosses entreprises (Usine Renault de Flins, Airbus Les Mureaux et Usine PSA de Poissy), cela risquait de créer un déséquilibre avec le reste de la zone, notamment avec le Mantois. C’est la raison qu’il donne pour expliquer — sans rentrer toutefois dans les détails sur les modalités de la prise de décision — le choix de composer une intercommunalité centrée sur la Seine et regroupant :

- la communauté d'agglomération de Mantes-en-Yvelines (CAMY) ; 

- la Communauté d'agglomération des Deux Rives de Seine ; 

- la communauté d'agglomération Poissy-Achères-Conflans ; 

- la communauté d'agglomération Seine et Vexin ;

- la communauté de communes des Coteaux du Vexin.
Flins-sur-Seine est donc désormais membre de la communauté urbaine Grand Paris Seine et Oise (GPS&O).
Elle est aussi incluse dans le territoire de l'Opération d'intérêt national Seine-Aval.

### Liste des maires
| Période                                  | Période                   | Identité        | Étiquette      | Qualité                                                            |
| ---------------------------------------- | ------------------------- | --------------- | -------------- | ------------------------------------------------------------------ |
| Les données manquantes sont à compléter. |                           |                 |                |                                                                    |
| mai 1925                                 | ?                         | M. Oursel       |                |                                                                    |
| ?                                        | 23 août 1944              | Roger Vassieux  |                | Décédé en fonction                                                 |
| Les données manquantes sont à compléter. |                           |                 |                |                                                                    |
| ca. 1983                                 |                           | Jean Boileau    |                |                                                                    |
| 1990                                     | mars 2008                 | Serge Thibaut   | DVD (app. RPR) | Chef d'entreprise Conseiller général d'Aubergenville (2004 → 2015) |
| mars 2008                                | janvier 2019              | Pascal Chavigny | DVD            | Retraité Démissionnaire                                            |
| janvier 2019                             | En cours (au 25 mai 2020) | Philippe Méry   | DVD            | Employé dans la grande distribution Réélu pour le mandat 2020-2026 |

### Tendances politiques et résultats
| Scrutin             | Scrutin             | 1er tour | 1er tour | 1er tour | 1er tour | 1er tour  | 1er tour | 1er tour | 1er tour  | 1er tour | 1er tour | 1er tour | 1er tour | 2d tour | 2d tour | 2d tour | 2d tour | 2d tour | 2d tour |
| Scrutin             | Scrutin             | 1er      | 1er      | %        | 2e       | 2e        | %        | 3e       | 3e        | %        | 4e       | 4e       | %        | 1er     | 1er     | %       | 2e      | 2e      | %       |
| ------------------- | ------------------- | -------- | -------- | -------- | -------- | --------- | -------- | -------- | --------- | -------- | -------- | -------- | -------- | ------- | ------- | ------- | ------- | ------- | ------- |
| Présidentielle 2017 | Présidentielle 2017 |          | FN       | 28,29    |          | EM        | 22,09    |          | LR        | 17,89    |          | LFI      | 16,82    |         | EM      | 57,68   |         | FN      | 42,32   |
| Présidentielle 2022 | Présidentielle 2022 |          | RN       | 29,44    |          | LREM      | 28,73    |          | LFI       | 19,68    |          | LR       | 6,27     |         | LREM    | 56,31   |         | RN      | 43,69   |
| Législatives 2022   | 9e                  |          | RN       | 31,58    |          | MoDem-Ens | 25,80    |          | LFI-Nupes | 16,43    |          | LR       | 7,70     |         | MoDem   | 53,13   |         | RN      | 46,87   |
| Législatives 2024   | 9e                  |          | RN       | 40,38    |          | MoDem-Ens | 22,50    |          | PS-NFP    | 20,96    |          | LR       | 9,53     |         | RN      | 55,17   |         | PS      | 44,83   |

## Population et société

### Démographie

#### Évolution démographique
L'évolution du nombre d'habitants est connue à travers les recensements de la population effectués dans la commune depuis 1793. Pour les communes de moins de 10 000 habitants, une enquête de recensement portant sur toute la population est réalisée tous les cinq ans, les populations de référence des années intermédiaires étant quant à elles estimées par interpolation ou extrapolation. Pour la commune, le premier recensement exhaustif entrant dans le cadre du nouveau dispositif a été réalisé en 2007.

En 2022, la commune comptait 2 436 habitants, en évolution de +2,31 % par rapport à 2016 (Yvelines : +2,72 %, France hors Mayotte : +2,11 %).
| 1793 | 1800 | 1806 | 1821 | 1831  | 1836 | 1841 | 1846 | 1851 |
| ---- | ---- | ---- | ---- | ----- | ---- | ---- | ---- | ---- |
| 829  | 911  | 953  | 991  | 1 002 | 941  | 952  | 933  | 903  |

| 1856 | 1861 | 1866 | 1872 | 1876 | 1881 | 1886 | 1891 | 1896 |
| ---- | ---- | ---- | ---- | ---- | ---- | ---- | ---- | ---- |
| 861  | 838  | 854  | 841  | 788  | 766  | 788  | 772  | 787  |

| 1901 | 1906 | 1911 | 1921 | 1926 | 1931 | 1936 | 1946 | 1954 |
| ---- | ---- | ---- | ---- | ---- | ---- | ---- | ---- | ---- |
| 792  | 780  | 747  | 802  | 815  | 838  | 806  | 867  | 978  |

| 1962  | 1968  | 1975  | 1982  | 1990  | 1999  | 2006  | 2007  | 2012  |
| ----- | ----- | ----- | ----- | ----- | ----- | ----- | ----- | ----- |
| 1 174 | 1 423 | 1 805 | 1 776 | 2 130 | 2 207 | 2 375 | 2 396 | 2 353 |

| 2017  | 2022  | - | - | - | - | - | - | - |
| ----- | ----- | - | - | - | - | - | - | - |
| 2 410 | 2 436 | - | - | - | - | - | - | - |

Flins-sur-Seine est un village dont le nombre d'habitants est resté très stable, comparativement à d'autres communes, depuis la Révolution jusqu'à la fin des années 1950, la population évoluant à cette période dans une fourchette comprise entre 750 et 1 000 habitants environ, avec un pic au recensement de 1831 (1 002 habitants) et un plus bas à celui de 1911 (747 habitants), ainsi que le montre le tableau ci-dessous. Depuis les années 1950, la population de Flins a plus que doublé et était encore en augmentation lors du dernier recensement.

#### Pyramide des âges
En 2018, le taux de personnes d'un âge inférieur à 30 ans s'élève à 36,3 %, soit en dessous de la moyenne départementale (38 %). À l'inverse, le taux de personnes d'âge supérieur à 60 ans est de 23,1 % la même année, alors qu'il est de 21,7 % au niveau départemental.
En 2018, la commune comptait 1 175 hommes pour 1 244 femmes, soit un taux de 51,43 % de femmes, légèrement supérieur au taux départemental (51,32 %).
Les pyramides des âges de la commune et du département s'établissent comme suit.
| Hommes | Classe d’âge | Femmes |
| ------ | ------------ | ------ |
| 0,2    | 90 ou +      | 0,4    |
| 6,6    | 75-89 ans    | 7,9    |
| 16,2   | 60-74 ans    | 14,8   |
| 21,1   | 45-59 ans    | 21,2   |
| 18,9   | 30-44 ans    | 20,1   |
| 18,5   | 15-29 ans    | 16,8   |
| 18,4   | 0-14 ans     | 18,8   |

| Hommes | Classe d’âge | Femmes |
| ------ | ------------ | ------ |
| 0,6    | 90 ou +      | 1,4    |
| 6      | 75-89 ans    | 7,8    |
| 13,5   | 60-74 ans    | 14,8   |
| 20,7   | 45-59 ans    | 20,1   |
| 19,6   | 30-44 ans    | 19,9   |
| 18,5   | 15-29 ans    | 16,8   |
| 21,2   | 0-14 ans     | 19,2   |

## Économie
- Construction automobile (Renault).
- Production d'eau potable (Lyonnaise des eaux).
- Commerce : centre commercial régional (hypermarché Carrefour ex-Euromarché), galerie commerçante).
- Agriculture : céréales, maraîchage.

## Culture locale et patrimoine

### Patrimoine architectural

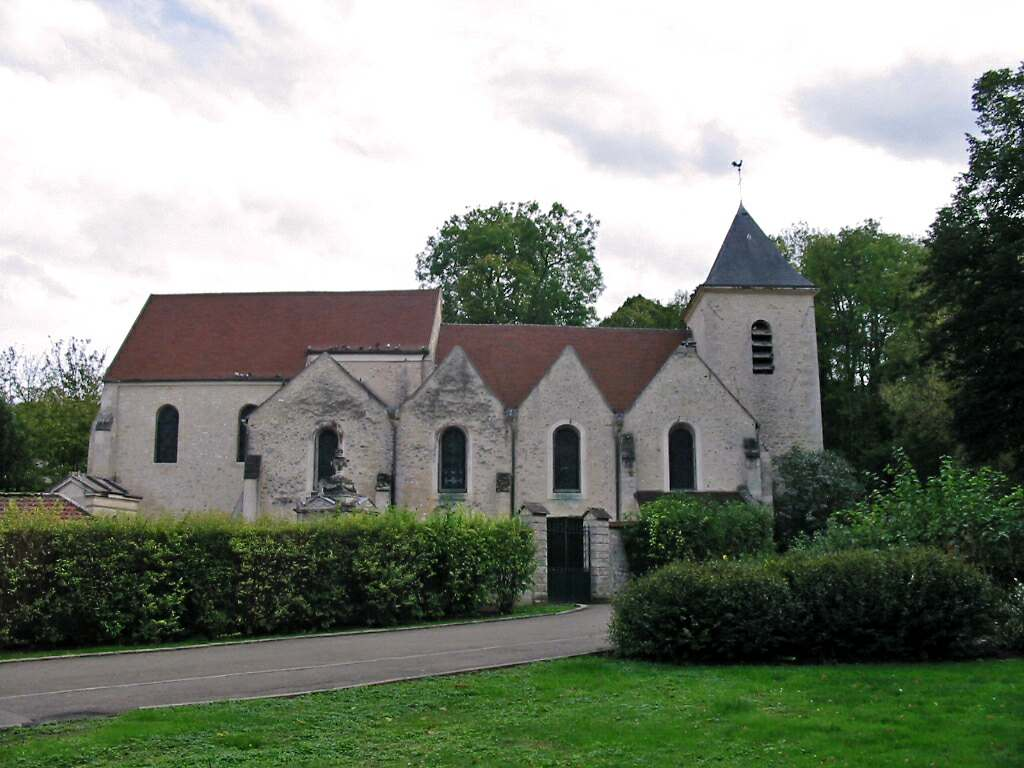
Église Saint-Cloud.

- Église Saint-Cloud : sa première construction date probablement du Xe siècle ; clocher rebâti en 1767.
- Château : fin du XVIIe siècle. Ce château a eu des appellations différentes au gré des propriétaires successifs : château de la Pépinière, de la Musardière, de la Minaudière, puis château du Bois Bodin[46]. Le château de la Minaudière a été la propriété d'Alfred Van Cleef, fondateur de Van Cleef & Arpels[47] (il y est décédé le 11 juin 1938). Restauré, il a été transformé en une résidence avec plusieurs appartements.
- Le bourg de Flins possède , un autre château ayant appartenu à la famille de la Motte Mongoubert, qui est devenu la mairie, et également d'anciennes maisons dont des corps de fermes qui peuvent remonter jusqu'au XVIIIe siècle.

### Cinéma
Des films ont été tournés dans cette commune : 
- 1951 : Olivia de  Jacqueline Audry[48] ;
- 1977 : L'Animal de  Claude Zidi[49] ;
- 1991 : Aux yeux du monde d'Éric Rochant[50] ;
- 2021 : Le Trésor du Petit Nicolas de Julien Rappeneau[51].

### Personnalités liées à la commune
- Claude Chopier, curé et député aux états généraux de 1789.
- Alfred van Cleef, fondateur de Van Cleef & Arpels, est mort le 11 juin 1938 au château de la Minaudière, à Flins-sur-Seine.

- Jérôme Matin :[Quoi ?]

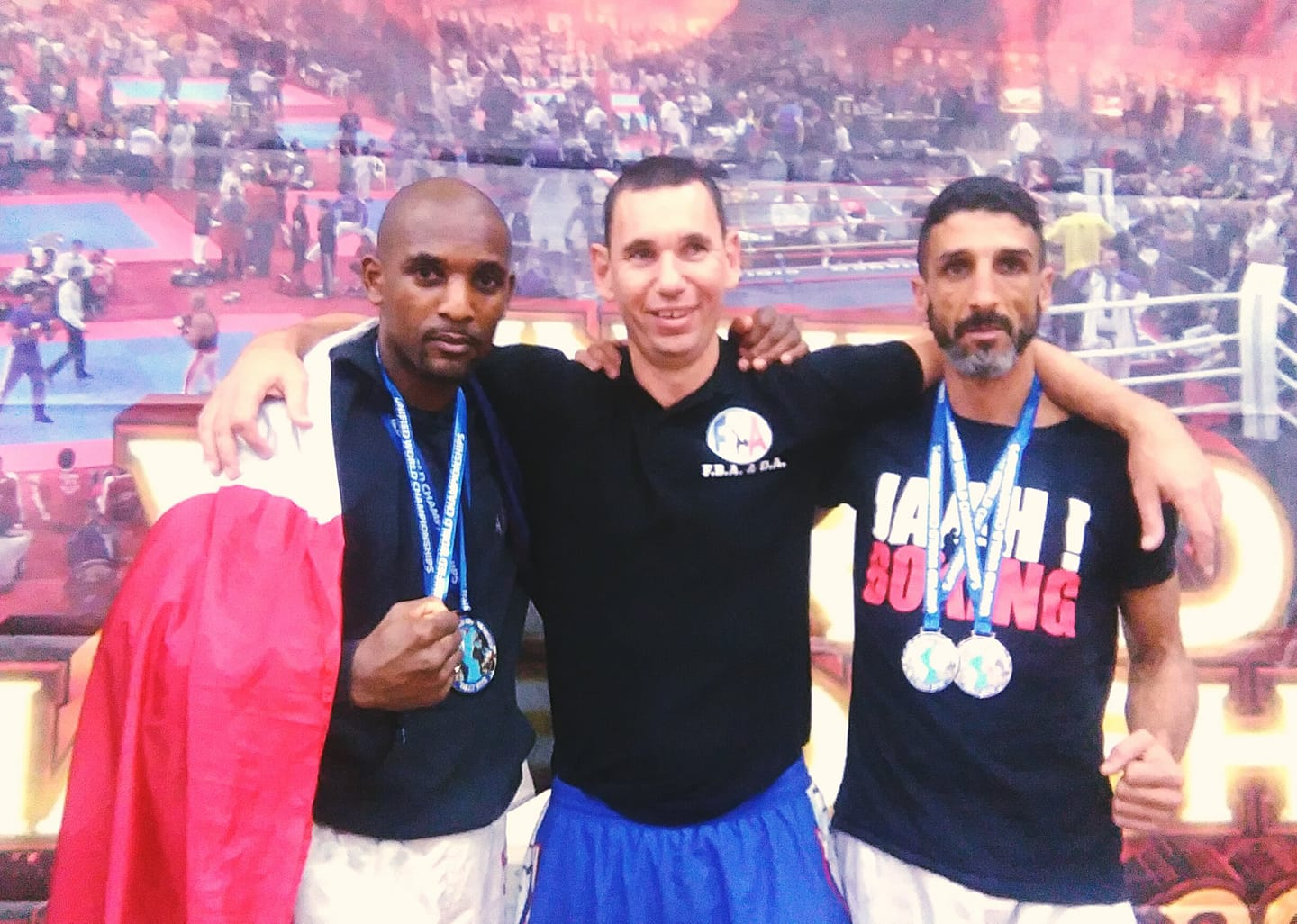
À gauche,
Jérôme Matin (or et argent) - au milieu, le coach Bernard Bazoge - à droite, Kamal Mouhil (argent).
Championnat du monde de kick full-contact (Italie), novembre 2018.

  - 2015 champion du monde amateur en UFR (Light contact) ;
  - 2015 vice-champion du monde amateur en boxe américaine light contact sur tatamis ;
  - 2017 Championnats d’Europe UFR, médaille d'or en kick-boxing light[52] ;
  - 2018 Mondiaux d'Italie, médaille d'or en Light ring B.A. ;
  - 2018 Mondiaux d'Italie, médaille d'argent Light tatamis B.A.[53].
- Kamal Mouhil :[Quoi ?]
  - 2018 Mondiaux d'Italie, médaille d'argent en Light tatamis ;
  - 2018 Mondiaux d'Italie, médaille d'argent en UFR light[54].

### Héraldique
| Armes de Flins-sur-Seine | Les armes de Flins-sur-Seine se blasonnent ainsi : de sable à deux léopards d'or passant l'un sur l'autre, à la champagne ondée d'azur chargée d'une roue dentée d'argent. La partie supérieure du blason reprend les armes de la famille de Montgoubert, anciens seigneurs de Flins. La champagne ondée d'azur représente la Seine et la roue dentée évoque l'industrie automobile (usine Renault). |